# Josef Vosolsobě
Josef Vosolsobě (3. ledna 1905 Jindřichův Hradec – 4. dubna 1986 Praha) byl český atlet, krasobruslař a sportovní zpravodaj ČTK.
Dvakrát se stal mistrem Československa ve skoku dalekém. V roce 1935 vytvořil národní rekord 719 cm. Mimo skok daleký se občas věnoval i běžeckým disciplínám. V roce 1936 reprezentoval Československo ve skoku dalekém na Letních olympijských hrách v Berlíně, kde se probojoval do finále a obsadil celkové 13. místo. Na mezinárodní úrovni reprezentoval ve skoku dalekém celkem desetkrát.
V zimě se věnoval krasobruslení, v roce 1935 se stal mistrem republiky ve sportovních dvojicích. Třikrát reprezentoval na mistrovství Evropy.
Od roku 1945 pracoval pod vedením Josefa Laufera jako sportovní redaktor ČTK.
Byl členem SK Slavia Praha.